# Wawelno
Wawelno (do 2002 r. Wąwelno) – wieś w Polsce, położona w województwie opolskim, w powiecie opolskim, w gminie Komprachcice.
Od 1950 r. miejscowość należy administracyjnie do województwa opolskiego.

## Nazwa
19 maja 1936 r. w miejsce nazwy Bowallno wprowadzono nazwę Walldorf. 12 listopada 1946 r. nadano miejscowości polską nazwę Wąwelno. 1 stycznia 2002 r. w miejsce nazwy Wąwelno wprowadzono nazwę Wawelno. Nazwa miejscowości pochodzi od słowa „wąwel”, oznaczającego suche miejsce w bagiennym otoczeniu.

## Historia
Miejscowość po raz pierwszy wzmiankowano w księdze uposażenia biskupów wrocławskich ok. 1300 roku. Później prawdopodobnie nastąpiła ponowna lokacja miejscowości – w 1326 r. wspominani są dwaj zasadźcy miejscowości Bowalno (pojawiają się również formy Wadelno i Wamwalno) – Stefan i Nikoska.
Niewiele wiadomo o dziejach miejscowości od średniowiecza do XIX wieku. W połowie XIX stulecia działała szkoła z jednym nauczycielem, młyn wodny, a Wawelno zamieszkiwały 483 osoby, w tym pięciu rzemieślników. W latach 60. funkcjonowała kopania węgla brunatnego, wydobywająca rocznie 5.000 ton tego surowca.
Wzrost liczby mieszkańców nastąpił na przełomie wieków – w 1890 r. było ich 729, a w 1910 r. – 841. Najpewniej w pierwszej dekadzie XX w. rozpoczęła funkcjonowanie ochotnicza jednostka straży pożarna.
Do głosowania podczas plebiscytu uprawnionych było w Wawelnie 725 osób, z czego 491, ok. 67,7%, stanowili mieszkańcy (w tym 457, ok. 63,0% całości, mieszkańcy urodzeni w miejscowości). Oddano 709 głosów (ok. 97,8% uprawnionych), w tym 709 (100,0%) ważnych; za Niemcami głosowało 648 osób (ok. 91,4%), a za Polską 61 osób (ok. 8,6%). W 1933 r. liczba mieszkańców wynosiła 1139, natomiast w 1939 r. – 1166. W tym też roku ustanowiono w miejscowości samodzielną parafię pod wezwaniem Najświętszego Serca Pana Jezusa. Przedtem Wawelno było częścią Parafii św. Wawrzyńca w Dąbrowie, mimo że kilka lat wcześniej wybudowano kościół na fundamentach starej szkoły. Po II wojnie światowej liczba mieszkańców miejscowości nie uległa większym zmianom – w 1960 r. wynosiła ona 1171, a obecnie 1152 osoby.
W Wawelnie znajduje się m.in. pomnik poświęcony mieszkańcom miejscowości poległym w I wojnie światowej oraz liczne zabudowania z przełomu XIX i XX wieku.

## Herb

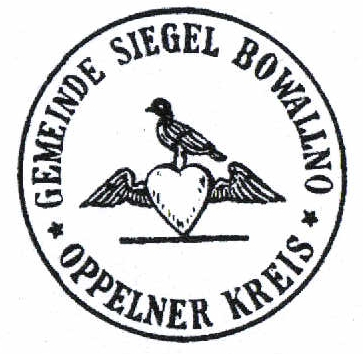
Stara pieczęć gminna

Na starych pieczęciach gminnych zachował się dawny herb miejscowości – był on dość nietypowy i przedstawiał serce ze skrzydłami, na którym siedział ptak. Obecnie Wawelno używa herbu gminy Komprachcice.

## Transport
Z Opola możliwy jest dojazd autobusami miejskimi linii nr 16